# Mililitro
«ml» redirige aquí. Para otras acepciones, véase ML
El mililitro es una unidad de volumen equivalente a la milésima parte de un litro, representado por el símbolo ml o mL. También equivale a 1 centímetro cúbico (1 cm³), y es el tercer submúltiplo del litro.

## Equivalencias
- 0,1 centilitros.
- 0,01 decilitros.
- 0,001 litros.
- 0,0001 decalitros.
- 0,00001 hectolitros.
- 0,000001 kilolitros

### Otras equivalencias
- 20 gotas
- 60 microgotas aproximadamente